# Hazelight Studios
Hazelight Studios — компанія з розробки відеоігор, що базується в Стокгольмі, Швеція. Заснована режисером Йозефом Фаресом у 2014 році, компанія найбільш відома розробкою ігор в механіці яких обов'язково мають бути задіяні два гравці, таких як A Way Out та It Takes Two. Обидві ігри були видані Electronic Arts під маркою EA Originals.

## Історія
До заснування Йозеф Фарес був кінорежисером. Його першим проектом у відеоіграх став «Brothers: A Tale of Two Sons» вироблені Starbreeze Studios, який отримав визнання критиків у 2013 році. Після успіху Brothers, Фарес вирішив заснувати нову компанію з виробництва відеоігор, що в даний момент базується в Стокгольмі, Швеція, з акцентом на створення зрілої, орієнтованої на історію гри. До нього приєдналася основна команда розробників із Brothers із Starbreeze, до якої входили Клаес Енгдал, Еміль Клаесон, Андерс Олссон та Філіп Куліанос. Студія була оголошена на The Game Awards 2014 видавцем Electronic Arts, який також показав, що опублікує перший заголовок студії. EA дозволив Hazelight працювати в офісі DICE, щоб вони могли повністю зосередитися на створенні своєї гри.
Перша гра компанії — A Way Out, була представлена компанією EA на E3 2017. Вона була частиною EA Originals, ініціативи EA щодо підтримки незалежних ігор. Програма дозволила Hazelight зберегти повний творчий контроль, отримуючи при цьому більшу частину прибутку в грі після окупності витрат на розробку. EA дав команді бюджет у розмірі 3,7 мільйона доларів. Гра була випущена в березні 2018 року, вона отримала загалом позитивні відгуки та продана 1 мільйоном примірників протягом 2 тижнів. Студія ще раз співпрацювала з EA для вироблення наступної гри — It Takes Two, кооперативної екшн-пригодницького платформера, випущеного в березні 2021 року.

## Розроблені ігри
| Рік випуску | Назва         | Підтримувані ігрові платформи                                    | Видавець        |
| ----------- | ------------- | ---------------------------------------------------------------- | --------------- |
| 2018        | A Way Out     | Windows, PlayStation 4, Xbox One                                 | Electronic Arts |
| 2021        | It Takes Two  | Windows, PlayStation 4, PlayStation 5, Xbox One, Xbox Series X/S | Electronic Arts |
| 2025        | Split Fiction | Windows, PlayStation 5, Xbox Series X/S                          | Electronic Arts |